# Fléchin
Fléchin é uma comuna francesa na região administrativa de Altos da França, no departamento de Pas-de-Calais. Estende-se por uma área de 10,99 km². Em 2010 a comuna tinha 486 habitantes (densidade: 44,2 hab./km²).